# TCR International Series
TCR International Series – ogólnoświatowe wyścigi samochodów turystycznych organizowane od 2015. Podczas danego sezonu odbywa się w sumie 11 rund złożonych z dwóch wyścigów każda na różnych torach wyścigowych.

## Historia
15 lipca Marcello Lotti, który był także promotorem mistrzostw WTCC podał szczegóły dotyczące tej serii. 21 lipca ogłoszono, że format weekendu wyścigowego tej serii będzie identyczny, co w World Touring Car Championship i zawody są rozgrywane na całym świecie, od Włoch poprzez Argentynę na Tajlandii skończywszy. 14 sierpnia ogłoszono, że w 2015 roku będzie startować bliźniacza seria azjatycka TCR Asia Series o tym samym regulaminie. 15 września organizatorzy tej serii opublikowali pierwsze zespoły, regulacje i rundy. Jako pierwszy zespół zgłosił się Target Competition, który wystartował pucharowymi SEAT León. 31 października 2014 ogłoszono kalendarz na sezon 2015 składający się z 12 rund rozgrywanych na 3 kontynentach i na pięciu torach Formuły 1. Wyścigi towarzyszą Formule 1 na 3 torach (Sepang International Circuit, Shanghai International Circuit i na Marina Bay Street Circuit). 7 listopada zgłoszono szwedzki zespół WestCoast Racing, który zgłosił trzy Hondy Civic. 20 listopada zgłoszony został zespół Liqui Moly Team Engstler, w którym startuje Franz Engstler. 5 grudnia 2014 seria została zatwierdzona przez Fédération Internationale de l’Automobile i zmieniono nazwę serii z TC3 International Series  na TCR  International Series. Samochody w tej serii mają moc 330 KM. 27 stycznia zgłoszono 3 nowe zespoły: Zengő Motorsport, Proteam Racing i Campos Racing. 20 marca organizatorzy tej serii zatwierdzili pierwsze umowy telewizyjne na inauguracyjny sezon. 28 marca pierwszy w historii wyścig wygrał szwajcar Stefano Comini. Wystartowało wówczas 14 zawodników, lecz zgłosiło się 17, m.in. Gianni Morbidelli, Pepe Oriola, Siergiej Afanasjew, Jordi Gené, Michel Nykjær, czy też Andrea Belicchi.

## Systemy punktacji
| Pozycja | 1  | 2  | 3  | 4  | 5  | 6 | 7 | 8 | 9 | 10 |
| Punkty  | 25 | 18 | 15 | 12 | 10 | 8 | 6 | 4 | 2 | 1  |
| ------- | -- | -- | -- | -- | -- | - | - | - | - | -- |

## Mistrzowie

### Kierowcy
| Rok  | Klasyfikacja generalna | Klasyfikacja generalna | Klasyfikacja generalna  |
| Rok  | Kierowca               | Zespół                 | Samochód                |
| ---- | ---------------------- | ---------------------- | ----------------------- |
| 2015 | Stefano Comini         | Target Competition     | SEAT León Cup Racer     |
| 2016 | Stefano Comini         | Leopard Racing         | Volkswagen Golf GTI TCR |

### Zespoły
| Rok  | Zespół                   | Zespół              |
| Rok  | Zespół                   | Samochód            |
| ---- | ------------------------ | ------------------- |
| 2015 | Target Competition       | SEAT León Cup Racer |
| 2016 | Team Craft-Bamboo Lukoil | SEAT León TCR       |